# 何南祥
何南祥（1922年—？），又名何汉江，男，浙江诸暨人，中国传染病学家，曾任浙江医科大学教授、博士生导师。